# Heniocha distincta
Heniocha distincta är en fjärilsart som beskrevs av Felix Bryk 1939. Heniocha distincta ingår i släktet Heniocha och familjen påfågelsspinnare. Inga underarter finns listade i Catalogue of Life.